# Segismundo III Vasa
Segismundo III de Polonia (Mariefred, 20 de junio de 1566-Varsovia, 30 de abril de 1632), fue rey de Polonia y gran duque de Lituania desde 1587 hasta 1632. Con el nombre de Segismundo I, fue también rey de Suecia entre 1592 y 1599. Era miembro de la casa real de Vasa.
Segismundo alcanzó la autoridad real de dos reinos: Polonia y Suecia. Fue un ferviente católico y un monarca de visión expansionista. Su gobierno se llevó a cabo principalmente en Polonia, desde donde intentó gobernar Suecia. Su impopularidad ocasionó que fuese derrocado en Suecia y que ocurrieran levantamientos en Polonia, así como el fracaso de su expansión en el Zarato ruso. No obstante, la República de las Dos Naciones comenzaría con él un periodo de fortaleza e influencia política.

## Heredero de Suecia y candidato a rey de Polonia-Lituania
Segismundo nació el 20 de junio de 1566 en el castillo de Gripsholm, en Mariefred, Suecia, donde sus padres se encontraban prisioneros por órdenes del rey Erico XIV. Su padre era el duque Juan de Finlandia (posteriormente Juan III de Suecia), hijo de Gustavo Vasa, y su madre era la princesa polaca Catalina Jagellón, hija a su vez del rey polaco Segismundo I y Bona Sforza. Cuando su padre se convirtió en rey, Segismundo a su vez fue elevado a heredero a la Corona sueca. Por otra parte, también fue nombrado heredero de la corona de Lituania, pero en 1569 se creó la Unión de Lublin, y Polonia y Lituania formaron una confederación, que a partir de entonces tendría una monarquía única, de tipo electiva.
Para que Segismundo pudiera ganar adeptos en el electorado polaco, Juan III le dio una educación en el catolicismo, que era la religión de las realezas polaca y lituana, si bien sus primeros profesores fueron protestantes. Precisamente por estos planes de su padre, se rechazó la posibilidad de que Segismundo se casara con Cristina de Holstein-Gottorp, de convicción protestante. La esmerada educación del inteligente Segismundo quedó en manos de los jesuitas, que hicieron de él un ardiente católico. Adquirió de ellos gran cultura y aprendió varios idiomas: hablaba sueco, polaco, alemán, italiano y latín. Era además buen músico, pintor, orfebre y alquimista.
Cuando falleció el rey Esteban I de Polonia (el conde húngaro Esteban Báthory), monarca de la Confederación Polaco-Lituana, la candidatura de Segismundo se enfrentó con la del archiduque Maximiliano III de Austria. Segismundo contó con el apoyo del canciller Juan Zamoyski y de la viuda de Báthory, su tía Ana Jagellón de Polonia. Los delegados polaco-lituanos exigieron a Suecia que cediese Livonia oriental —aproximadamente, la moderna Estonia— a la Confederación Polaco-Lituana para aceptar a Segismundo, pero acabaron por hacerlo incluso cuando éste se negó a entregar el territorio. Segismundo triunfó en las elecciones el 19 de agosto de 1587, pero un sector apoyó a Maximiliano, y se libró una guerra civil de corta duración que finalizaría en enero de 1588, con la derrota y encarcelamiento del archiduque.

## Rey de la Confederación Polaco-Lituana
Segismundo partió de Suecia rumbo a Polonia, a ocupar el cargo que había ganado, en septiembre de 1587. Su coronación se llevó a cabo en Cracovia en diciembre de ese mismo año y Segismundo no pudo resolver la cuestión de la cesión de Estonia por parte de Suecia, lo que decepcionó a los nobles polacos, incluido Zamoyski. Segismundo decidió aplazar la cuestión hasta que tomara posesión de la Corona sueca. Poco después de llegar a Polonia, Segismundo se reunió con su padre en Revel; éste, temeroso de que su hijo insistiese en obtener Estonia y permitiese que Carlos —hermano de Juan y duque de Södermanland — le arrebatase el cetro sueco, trató de persuadirlo para que renunciase a la corona polaco-lituana a cambio de un sustancioso donativo, desposase a una princesa Habsburgo y se retirase a un ducado italiano. Segismundo rehusó la propuesta, pero la oferta desagradó a parte de la nobleza, que recordaba la marcha de Enrique de Valois.

### Relación con la nobleza y el Parlamento
El largo reinado de Segismundo empezó mal pie, pues su temperamento disgustó a la fracción de la nobleza que lo había elegido y pronto se enemistó con Zamoyski, cuya actitud paternalista le disgustaba. Los intentos del canciller de reformar las elecciones de soberano para agilizarlas y evitar las elecciones dobles que podían acabar en choque militares fracasaron por la falta de apoyo. Aunque no pretendió disolver el Parlamento y gobernar de manera absolutista, parte de la nobleza sospechaba que así era, y los intentos del rey de reformar el sistema político fueron rechazados por las dietas. Segismundo, tras dos décadas de reinado, trató en vano de que el Parlamento permitiese crear un ejército permanente sufragado con impuestos adecuados, apresurar los procedimientos de las Cámaras y celebrar la elección del heredero al trono sin esperar a la muerte del rey. Las dietas, que temían el reforzamiento del poder real y perder autonomía, tendieron cada vez más a entorpecer la acción gubernamental. Según avanzó el reinado, los choques con el Parlamento crecieron; Segismundo trató de aprobar medidas por mayoría, de sobornar a los adversarios e incluso de amañar las medidas aprobadas gracias al control que tenía de la comisión de edictos. Aunque era el deseo de fortalecer política y militarmente al país lo que motivaba sus acciones, estas disgustaron aparte de la nobleza y coadyuvaron a frustrar toda reforma del sistema político.
La principal fracción opositora se volvió cada vez más sañuda tras la muerte de Zamoyski en junio de 1605, cuando pasó a encabezarla Mikołaj Zebrzydowski. Éste llegó a acusar al rey en la sesión parlamentaria de marzo de 1606 de desear abolir la Constitución polaco-lituana y en 1607 se alzó contra el rey. Las tropas reales aplastaron a los rebeldes en la batalla de Guzów el 7 de julio pero, falto de apoyos, el rey tuvo que contentarse con el sometimiento de los rebeldes, que dominaron la Cámara Baja hasta el final del reinado. La corriente política que abogaba por un mayor control político de la nobleza fue ganando adeptos. En 1631, el año antes de su muerte, trató infructuosamente de que se aprobase el antiguo plan de Zamoyski de que la elección de soberano se hiciese por mayoría. Para obtener el permiso para que sus hijos heredasen sus tierras, tuvo que confirmar la prohibición de que la elección del siguiente rey se hiciese en vida del monarca.
Pese a los continuos choques entre el rey y la nobleza, el Parlamento funcionó mejor durante el reinado de Segismundo que en ningún otro de la historia de la unión polaco-lituana. La clave de ello fue la hábil actividad del Senado, que fue ganando poder y sirvió como eficaz intermediario entre monarca y la Cámara Baja.

### Religión y Contrarreforma
Mediante la mediación de la curia pontificia, se intentaron mejorar las relaciones con Austria. Segismundo se casó en Cracovia con Ana de Habsburgo, hija del archiduque Carlos II de Estiria, el mes de mayo de 1592. A partir de entonces, las relaciones con los Habsburgo fueron cada vez más estrechas, lo que generó descontento entre la nobleza polaca enemiga de los austríacos. Segismundo llevó una política represiva contra sus adversarios políticos. 
Su intenso catolicismo allanó la rápida reconciliación con la jerarquía católica, que se había opuesto a su elección. Si bien respetó el juramento de tolerancia religiosa que había hecho al asumir la corona, mostró una clara preferencia por la nobleza católica tanto en el nombramiento de cargos como en la concesión de mercedes. Cuando Segismundo llegó al trono, en el Senado había treinta y ocho protestantes, mientras que su muerte, debido a la preferencia real por nombrar católicos para los puestos que dependían del monarca, sólo quedaban dos.
Permitió además las persecuciones que los católicos llevaron a cabo de los protestantes en diversos puntos del reino y prohibió en ocasiones la celebración de reuniones del clero protestante. Durante su reinado también empeoró la suerte de los judíos y de los tártaros musulmanes.
Segismundo fue férreo promotor de la contrarreforma que permitió la rauda expansión de la red educativa jesuítica por el país, de gran calidad y prestigio. Los colegios jesuitas, a los que en ocasiones asistían protestantes y ortodoxos, pasaron de veinticinco en 1608 a cuarenta y dos en 1634.
Durante su reinado aconteció también la Unión de Brest, entre la Iglesia católica y una parte de la ortodoxa, entonces en crisis. Aunque la unión mejoró a corto plazo la situación de la jerarquía ortodoxa y reforzó el poder del catolicismo, a la larga acentuó el enfrentamiento entre católicos y ortodoxos. Ante el amplio rechazó que suscitó la unión en parte de los ortodoxos, Segismundo mantuvo una actitud moderada para suavizar la oposición ortodoxa a la medida y evitar problemas políticos.

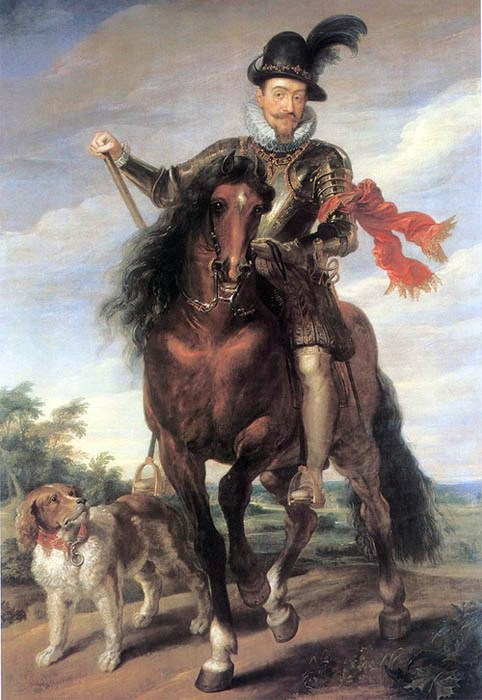
Segismundo III de Polonia a caballo.

## Rey de Suecia
En 1592, falleció su padre, el rey Juan III de Suecia, y Segismundo recibió permiso del parlamento polaco para partir rumbo a Suecia, con la condición de regresar en cierto plazo establecido y de ceder Estonia a Polonia. Segismundo desembarcó en Estocolmo el 30 de septiembre de 1593 en compañía de su esposa y de varios jesuitas, así como del nuncio de la Santa Sede, Germánico Malaspina. Su llegada despertó inquietud entre la nobleza sueca, encabezada por su tío el duque Carlos de Södermanland, debido al fervor católico del heredero. Segismundo, por su parte, prometió la libertad de culto en Suecia. Fue coronado el 19 de febrero de 1594 en la catedral de Upsala. Para obtener la corona, había tenido que reconocer el luteranismo como religión de Estado y conceder el gobierno del país a un consejo de regencia presidido por su tío durante los periodos en los que él se encontrase ausente.
Segismundo había contado con poder ceder Livonia oriental a Polonia-Lituania y compensar a Suecia con territorios arrebatados a los rusos. El Tratado de Teusina, firmado en 1595 por el consejo de regencia sueco para conservar las conquistas que el país había realizado hasta ese momento, frustró los planes de Segismundo.
En julio de 1594, presionado por el parlamento polaco, regresó a Polonia. Intentó gobernar Suecia desde ese país, dejando el gobierno sueco en manos de un gobierno interino que rigiera en su nombre. El gobierno fue dejado de manera nominal en manos del consejo y de su tío el duque Carlos, pero Segismundo dejaría lugartenientes que favorecerían sus intereses y los de la Iglesia católica, lo que provocó irritación entre los suecos.

### Conflicto con el duque Carlos y derrocamiento en Suecia
En Suecia, el apoyo que Segismundo había concedido a la contrarreforma, hizo que se temiera el regreso del reino a la autoridad de la Iglesia católica. Apoyado en este argumento, el duque Carlos se levantó contra el gobierno de Segismundo y logró en poco tiempo controlar la mayor parte del país. Segismundo, por su parte, planeó una expedición armada a Suecia, y reclutó mercenarios polacos y buques prusianos. El Parlamento polaco le otorgó el permiso para viajar nuevamente a Suecia, pero formalmente Polonia se mantuvo neutral en el conflicto. Segismundo intentó ganarse el apoyo de las ciudades y príncipes del norte de Alemania para realizar un bloqueo económico a Suecia, pero únicamente obtuvo el de la dinastía Hohenzollern, que gobernaba el ducado de Prusia.
Segismundo ocupó el puerto de Kalmar, y desde ahí envió emisarios para negociar con Carlos. Las negociaciones no llevaron a ningún acuerdo. El 8 de septiembre de 1598, Segismundo le infligió una derrota a Carlos en la batalla de Stegeborg. Sin embargo, poco después, Carlos triunfaría de manera decisiva tras la batalla de Stångebro el 25 de septiembre del mismo año. Segismundo fue apresado en la lid y, para recobrar la libertad, entregó a Carlos a sus principales partidarios que, tras ser juzgados por el Parlamento, fueron ajusticiados en 1600. En Estocolmo, Segismundo fue formalmente depuesto del gobierno sueco el 24 de julio de 1599.
La sesión del Parlamento de 1600 que condenó a los seguidores de Segismundo derrocó a este, pero permitió que su hijo Vladislao obtuviese el cetro real a cambio de trasladarse de inmediato a Suecia y convertirse al protestantismo. Cuando Vladislao rehusó las condiciones que se le imponían, Carlos asumió la corona como Carlos IX.
Segismundo rompió la negociación, y partió de Kalmar rumbo a Danzig. En Polonia, nuevamente realizaría acciones diplomáticas para bloquear económicamente a Carlos, y reclutaría un ejército para evitar la caída de Kalmar. Sin embargo, la ciudad fue tomada antes de que Segismundo pudiese regresar, y poco después cayó Finlandia.
Segismundo no renunciaría a sus reivindicaciones sobre Suecia, y su posición repercutiría en varios conflictos y guerras entre Polonia y Suecia que no finalizarían sino hasta la Gran Guerra del Norte. Ambos reinos se enfrentarían por la posesión de Livonia y por la influencia en Rusia. Formalmente, Segismundo se anexó Livonia, pero no pudo arrebatársela completamente a los suecos, pese a las victorias militares que logró, como la Kircholm, en la que el hetman lituano debeló a un ejército sueco en las cercanías de Riga. La contienda continuó sin un vencedor claro hasta 1608, cuando las dos naciones decidieron ponerle fin para intervenir en Rusia.

## Política expansionista de Polonia
En 1596 creó la Unión de Brest, un pacto que intentaba atraer parte de los fieles ortodoxos bielorrusos y ucranianos a la Iglesia católica. Ese mismo año, trasladó la capital polaca de Cracovia a Varsovia (en memoria de tal acto su hijo, Vladislao IV, mandó construir enfrente del Castillo Real la columna que lleva su nombre). En 1598 falleció la reina Ana y Segismundo se casó con la hermana de esta, Constanza de Habsburgo en 1605, pese a que parte de sus asesores y el propio canciller Zamoyski se lo desaconsejaron.
En su gobierno se libraron las Guerras Moldavas de los Magnates que enfrentaron a la Confederación Polaco-Lituana contra el Imperio otomano por la posesión de Moldavia, un enfrentamiento que culminó en la guerra polaco-otomana de 1620-1621. El resultado sería la derrota de los polacos.

## Política rusa
En su afán de ampliar su influencia, se inmiscuyó en la Período Tumultuoso en el Zarato ruso; brindó apoyo a Dimitri I, pretendiente al trono ruso en oposición a Basilio IV, si bien Polonia se mantuvo neutral en el conflicto. A la muerte de Iván IV, Rusia se había sumido en una gravísima crisis, que Segismundo creyó poder aprovechar. El falso Dimitri, convertido secretamente al catolicismo, contó con el respaldo de los jesuitas y de varios nobles lituanos, en especial de Jerzy Mniszech, que casó con él a su hija Marina y le prestó sus tropas para apoderarse del trono moscovita. El caos ruso favoreció a Dimitri, que fue bien recibido por campesinos y cosacos y, a la muerte de Boris Godunov, obtuvo también el respaldo de los boyardos, que en abril de 1605 lo proclamaron zar. Fue coronado en Moscú en junio, pero en mayo del año siguiente un levantamiento acabó con su vida y con la influencia de jesuitas y polacos en la corte rusa.

Situación territorial tras la Paz de Deulino de 1618-1619. Segismundo no logró apoderarse del trono moscovita, pero sí obtener extensos territorios del Zarato ruso.

A la muerte de Dimitri I, surgió un nuevo pretendiente al trono, Dimitri II, en 1607, que de nuevo contó con ayuda polaco-lituana y alcanzó las murallas de Moscú; acuciado por el falso Dimitri y por las revueltas en las provincias, Basilio firmó un tratado militar con Suecia, a lo que Segismundo respondió con una alianza con Dimitri II. Entonces Segismundo entró abiertamente en guerra contra Rusia: el la batalla de Klúshino de julio de 1610, su ejército aplastó al de los rusos. En abril de 1611, y tras un largo asedio, se apoderó de Smolensk. Para tratar de acabar con las revueltas, los boyardos rusos decidieron en agosto de 1610 aceptar a Vladislao como zar. En su nombre, el hetman polaco ocupó el Kremlin de Moscú, prometió la conversión de Vladislao al credo ortodoxo, respetar la religión ortodoxa, devolver los territorios arrebatados al Zarato y ayudar a este para luchar con Suecia. Segismundo rechazó el acuerdo alcanzado por su hetman y los nobles rusos, y trató de hacerse él mismo con el cetro del Zarato e imponer el catolicismo en Rusia. Esto desbarató el acuerdo y originó una reacción en Rusia. Los partidarios del segundo falso Dimitri lo asesinaron cuando éste sufrió una derrota militar, y los rusos formaron nuevos ejércitos que en noviembre de 1612 se apoderaron de Moscú. En febrero de 1613, el Zemski Sobor eligió zar a Miguel I de Rusia. La guerra entre rusos y suecos continuó hasta 1617, cuando el Tratado de Stolbovo dejó la costa báltica en manos suecas y el interior, en las rusas. El conflicto entre polaco-lituanos y rusos perduró más, hasta 1619, cuando el Tratado de Deúlino concedió varios territorios a Polonia-Lituania y permitió que Vladislao mantuviese su reclamación al trono ruso. Este armisticio debía durar catorce años.

## Sus últimos años como monarca polaco
En Polonia ocurrieron en 1606 levantamientos populares contra su gobierno absolutista, que fueron reprimidos. Segismundo firmó en 1613 una alianza formal entre Polonia y Austria.
Falleció el 30 de abril de 1632 en el castillo de Varsovia, y se halla sepultado en la catedral de Wawel.

## Familia
Hijos con Ana de Habsburgo:
1. Ana María (1593-1600).
2. Catalina (1594).
3. Vladislao (1595-1648), rey de Polonia-Lituania y zar de Rusia.
4. Catalina (1596-1597).
5. Cristóbal (1598).

Hijos con Constanza de Habsburgo, hermana de su primera mujer:
1. Juan Casimiro (1607-1608).
2. Juan Casimiro (1609-1672), rey de Polonia-Lituania.
3. Juan Alberto Vasa (1612-1634), obispo de Cracovia.
4. Carlos Fernando Vasa (1613-1655), duque de Opole.
5. Alejandro Carlos Vasa (1614-1634).
6. Ana Constanza (1616).
7. Ana Catalina Constanza Vasa (1619-1651).

## Ancestros
| \| \| \| \| \| \| \| \| \| \| \| \| \| \| \| \| \| \| \| \| 16. Johan Kristiernsson Vasa \| \| \| \| \| \| \| \| \| \| \| \| \| \| \| \| \| \| \| \| \| \| \| \| \| \| \| \| \| \| \| \| \| \| \| \| \| \| \| \| \| \| \| \| \| \| \| \| \| \| \| \| \| \| 8. Erik Johansson Vasa \| \| \| \| \| \| \| \| \| \| \| \| \| \| \| \| \| \| \| \| \| \| \| \| \| \| \| \| \| \| \| \| \| \| \| \| \| \| \| \| \| \| \| \| \| \| \| \| \| \| \| \| \| \| 17. Birgitta Gustafsdotter Sture \| \| \| \| \| \| \| \| \| \| \| \| \| \| \| \| \| \| \| \| \| \| \| \| \| \| \| \| \| \| \| \| \| \| \| \| \| \| \| \| \| \| \| \| \| \| \| \| \| \| \| \| \| \| 4. Rey Gustavo I Vasa de Suecia \| \| \| \| \| \| \| \| \| \| \| \| \| \| \| \| \| \| \| \| \| \| \| \| \| \| \| \| \| \| \| \| \| \| \| \| \| \| \| \| \| \| \| \| \| \| \| \| \| \| \| \| \| \| 18. Måns Karlsson Eka \| \| \| \| \| \| \| \| \| \| \| \| \| \| \| \| \| \| \| \| \| \| \| \| \| \| \| \| \| \| \| \| \| \| \| \| \| \| \| \| \| \| \| \| \| \| \| \| \| \| \| \| \| \| 9. Erik Johansson Vasa \| \| \| \| \| \| \| \| \| \| \| \| \| \| \| \| \| \| \| \| \| \| \| \| \| \| \| \| \| \| \| \| \| \| \| \| \| \| \| \| \| \| \| \| \| \| \| \| \| \| \| \| \| \| 19. Sigrid Eskilsdotter Banér \| \| \| \| \| \| \| \| \| \| \| \| \| \| \| \| \| \| \| \| \| \| \| \| \| \| \| \| \| \| \| \| \| \| \| \| \| \| \| \| \| \| \| \| \| \| \| \| \| \| \| \| \| \| 2. Rey Juan III de Suecia \| \| \| \| \| \| \| \| \| \| \| \| \| \| \| \| \| \| \| \| \| \| \| \| \| \| \| \| \| \| \| \| \| \| \| \| \| \| \| \| \| \| \| \| \| \| \| \| \| \| \| \| \| \| 20. Abraham Kristiernsson Leijonhufvud \| \| \| \| \| \| \| \| \| \| \| \| \| \| \| \| \| \| \| \| \| \| \| \| \| \| \| \| \| \| \| \| \| \| \| \| \| \| \| \| \| \| \| \| \| \| \| \| \| \| \| \| \| \| 10. Erik Abrahamsson Leijonhufvud \| \| \| \| \| \| \| \| \| \| \| \| \| \| \| \| \| \| \| \| \| \| \| \| \| \| \| \| \| \| \| \| \| \| \| \| \| \| \| \| \| \| \| \| \| \| \| \| \| \| \| \| \| \| 21. Birgitta Månsdotter Natt och Dag \| \| \| \| \| \| \| \| \| \| \| \| \| \| \| \| \| \| \| \| \| \| \| \| \| \| \| \| \| \| \| \| \| \| \| \| \| \| \| \| \| \| \| \| \| \| \| \| \| \| \| \| \| \| 5. Margarita Eriksdotter Leijonhufvud \| \| \| \| \| \| \| \| \| \| \| \| \| \| \| \| \| \| \| \| \| \| \| \| \| \| \| \| \| \| \| \| \| \| \| \| \| \| \| \| \| \| \| \| \| \| \| \| \| \| \| \| \| \| 22. Erik Karlsson Vasa \| \| \| \| \| \| \| \| \| \| \| \| \| \| \| \| \| \| \| \| \| \| \| \| \| \| \| \| \| \| \| \| \| \| \| \| \| \| \| \| \| \| \| \| \| \| \| \| \| \| \| \| \| \| 11. Ebba Eriksdotter Vasa \| \| \| \| \| \| \| \| \| \| \| \| \| \| \| \| \| \| \| \| \| \| \| \| \| \| \| \| \| \| \| \| \| \| \| \| \| \| \| \| \| \| \| \| \| \| \| \| \| \| \| \| \| \| 23. Anna Karlsdotter Vinstorpaätten \| \| \| \| \| \| \| \| \| \| \| \| \| \| \| \| \| \| \| \| \| \| \| \| \| \| \| \| \| \| \| \| \| \| \| \| \| \| \| \| \| \| \| \| \| \| \| \| \| \| \| \| \| \| 1. Rey Segismundo III Vasa de Polonia y Suecia, Gran Duque de Lituania \| \| \| \| \| \| \| \| \| \| \| \| \| \| \| \| \| \| \| \| \| \| \| \| \| \| \| \| \| \| \| \| \| \| \| \| \| \| \| \| \| \| \| \| \| \| \| \| \| \| \| \| \| \| 24. Rey Vladislao II de Polonia y Gran Duque de Lituania \| \| \| \| \| \| \| \| \| \| \| \| \| \| \| \| \| \| \| \| \| \| \| \| \| \| \| \| \| \| \| \| \| \| \| \| \| \| \| \| \| \| \| \| \| \| \| \| \| \| \| \| \| \| 12. Rey Casimiro IV Jagellón de Polonia y Gran Duque de Lituania \| \| \| \| \| \| \| \| \| \| \| \| \| \| \| \| \| \| \| \| \| \| \| \| \| \| \| \| \| \| \| \| \| \| \| \| \| \| \| \| \| \| \| \| \| \| \| \| \| \| \| \| \| \| 25. Sofía de Halshany \| \| \| \| \| \| \| \| \| \| \| \| \| \| \| \| \| \| \| \| \| \| \| \| \| \| \| \| \| \| \| \| \| \| \| \| \| \| \| \| \| \| \| \| \| \| \| \| \| \| \| \| \| \| 6. Rey Segismundo I de Polonia y Gran Duque de Lituania, el viejo \| \| \| \| \| \| \| \| \| \| \| \| \| \| \| \| \| \| \| \| \| \| \| \| \| \| \| \| \| \| \| \| \| \| \| \| \| \| \| \| \| \| \| \| \| \| \| \| \| \| \| \| \| \| 26. Rey Alberto II de Romanos \| \| \| \| \| \| \| \| \| \| \| \| \| \| \| \| \| \| \| \| \| \| \| \| \| \| \| \| \| \| \| \| \| \| \| \| \| \| \| \| \| \| \| \| \| \| \| \| \| \| \| \| \| \| 13. Princesa Isabel de Habsburgo de Hungría \| \| \| \| \| \| \| \| \| \| \| \| \| \| \| \| \| \| \| \| \| \| \| \| \| \| \| \| \| \| \| \| \| \| \| \| \| \| \| \| \| \| \| \| \| \| \| \| \| \| \| \| \| \| 27. Isabel de Luxemburgo \| \| \| \| \| \| \| \| \| \| \| \| \| \| \| \| \| \| \| \| \| \| \| \| \| \| \| \| \| \| \| \| \| \| \| \| \| \| \| \| \| \| \| \| \| \| \| \| \| \| \| \| \| \| 3. Princesa Catalina Jagellón de Polonia \| \| \| \| \| \| \| \| \| \| \| \| \| \| \| \| \| \| \| \| \| \| \| \| \| \| \| \| \| \| \| \| \| \| \| \| \| \| \| \| \| \| \| \| \| \| \| \| \| \| \| \| \| \| 28. Galeazzo María Sforza, Duque de Milan \| \| \| \| \| \| \| \| \| \| \| \| \| \| \| \| \| \| \| \| \| \| \| \| \| \| \| \| \| \| \| \| \| \| \| \| \| \| \| \| \| \| \| \| \| \| \| \| \| \| \| \| \| \| 14. Duque Gian II Galeazzo Sforza de Milán \| \| \| \| \| \| \| \| \| \| \| \| \| \| \| \| \| \| \| \| \| \| \| \| \| \| \| \| \| \| \| \| \| \| \| \| \| \| \| \| \| \| \| \| \| \| \| \| \| \| \| \| \| \| 29. Bona de Saboya \| \| \| \| \| \| \| \| \| \| \| \| \| \| \| \| \| \| \| \| \| \| \| \| \| \| \| \| \| \| \| \| \| \| \| \| \| \| \| \| \| \| \| \| \| \| \| \| \| \| \| \| \| \| 7. Princesa Bona Sforza de Milán \| \| \| \| \| \| \| \| \| \| \| \| \| \| \| \| \| \| \| \| \| \| \| \| \| \| \| \| \| \| \| \| \| \| \| \| \| \| \| \| \| \| \| \| \| \| \| \| \| \| \| \| \| \| 30. Rey Alfonso II de Nápoles, el Guercho \| \| \| \| \| \| \| \| \| \| \| \| \| \| \| \| \| \| \| \| \| \| \| \| \| \| \| \| \| \| \| \| \| \| \| \| \| \| \| \| \| \| \| \| \| \| \| \| \| \| \| \| \| \| 15. Princesa Isabel de Nápoles \| \| \| \| \| \| \| \| \| \| \| \| \| \| \| \| \| \| \| \| \| \| \| \| \| \| \| \| \| \| \| \| \| \| \| \| \| \| \| \| \| \| \| \| \| \| \| \| \| \| \| \| \| \| 31. Hipólita María Sforza \| \| \| \| \| \| \| \| \| \| \| \| \| \| \| \| \| \| \| \| \| \| \| \| \| \| \| \| \| \| \| \| \| \| \| \| \| \| \| \| \| \| \| \| \| \| \| \| \| \| \| \| |                                                                        |  |  |  |  |  |  |  |  |  |  |  |  |  |  |  |
| |                                                                        |  |  |  |  |  |  |  |  |  |  |  |  |  |  |  |
| | 16. Johan Kristiernsson Vasa                                           |  |  |  |  |  |  |  |  |  |  |  |  |  |  |  |
| |                                                                        |  |  |  |  |  |  |  |  |  |  |  |  |  |  |  |
| |                                                                        |  |  |  |  |  |  |  |  |  |  |  |  |  |  |  |
| | 8. Erik Johansson Vasa                                                 |  |  |  |  |  |  |  |  |  |  |  |  |  |  |  |
| |                                                                        |  |  |  |  |  |  |  |  |  |  |  |  |  |  |  |
| |                                                                        |  |  |  |  |  |  |  |  |  |  |  |  |  |  |  |
| | 17. Birgitta Gustafsdotter Sture                                       |  |  |  |  |  |  |  |  |  |  |  |  |  |  |  |
| |                                                                        |  |  |  |  |  |  |  |  |  |  |  |  |  |  |  |
| |                                                                        |  |  |  |  |  |  |  |  |  |  |  |  |  |  |  |
| | 4. Rey Gustavo I Vasa de Suecia                                        |  |  |  |  |  |  |  |  |  |  |  |  |  |  |  |
| |                                                                        |  |  |  |  |  |  |  |  |  |  |  |  |  |  |  |
| |                                                                        |  |  |  |  |  |  |  |  |  |  |  |  |  |  |  |
| | 18. Måns Karlsson Eka                                                  |  |  |  |  |  |  |  |  |  |  |  |  |  |  |  |
| |                                                                        |  |  |  |  |  |  |  |  |  |  |  |  |  |  |  |
| |                                                                        |  |  |  |  |  |  |  |  |  |  |  |  |  |  |  |
| | 9. Erik Johansson Vasa                                                 |  |  |  |  |  |  |  |  |  |  |  |  |  |  |  |
| |                                                                        |  |  |  |  |  |  |  |  |  |  |  |  |  |  |  |
| |                                                                        |  |  |  |  |  |  |  |  |  |  |  |  |  |  |  |
| | 19. Sigrid Eskilsdotter Banér                                          |  |  |  |  |  |  |  |  |  |  |  |  |  |  |  |
| |                                                                        |  |  |  |  |  |  |  |  |  |  |  |  |  |  |  |
| |                                                                        |  |  |  |  |  |  |  |  |  |  |  |  |  |  |  |
| | 2. Rey Juan III de Suecia                                              |  |  |  |  |  |  |  |  |  |  |  |  |  |  |  |
| |                                                                        |  |  |  |  |  |  |  |  |  |  |  |  |  |  |  |
| |                                                                        |  |  |  |  |  |  |  |  |  |  |  |  |  |  |  |
| | 20. Abraham Kristiernsson Leijonhufvud                                 |  |  |  |  |  |  |  |  |  |  |  |  |  |  |  |
| |                                                                        |  |  |  |  |  |  |  |  |  |  |  |  |  |  |  |
| |                                                                        |  |  |  |  |  |  |  |  |  |  |  |  |  |  |  |
| | 10. Erik Abrahamsson Leijonhufvud                                      |  |  |  |  |  |  |  |  |  |  |  |  |  |  |  |
| |                                                                        |  |  |  |  |  |  |  |  |  |  |  |  |  |  |  |
| |                                                                        |  |  |  |  |  |  |  |  |  |  |  |  |  |  |  |
| | 21. Birgitta Månsdotter Natt och Dag                                   |  |  |  |  |  |  |  |  |  |  |  |  |  |  |  |
| |                                                                        |  |  |  |  |  |  |  |  |  |  |  |  |  |  |  |
| |                                                                        |  |  |  |  |  |  |  |  |  |  |  |  |  |  |  |
| | 5. Margarita Eriksdotter Leijonhufvud                                  |  |  |  |  |  |  |  |  |  |  |  |  |  |  |  |
| |                                                                        |  |  |  |  |  |  |  |  |  |  |  |  |  |  |  |
| |                                                                        |  |  |  |  |  |  |  |  |  |  |  |  |  |  |  |
| | 22. Erik Karlsson Vasa                                                 |  |  |  |  |  |  |  |  |  |  |  |  |  |  |  |
| |                                                                        |  |  |  |  |  |  |  |  |  |  |  |  |  |  |  |
| |                                                                        |  |  |  |  |  |  |  |  |  |  |  |  |  |  |  |
| | 11. Ebba Eriksdotter Vasa                                              |  |  |  |  |  |  |  |  |  |  |  |  |  |  |  |
| |                                                                        |  |  |  |  |  |  |  |  |  |  |  |  |  |  |  |
| |                                                                        |  |  |  |  |  |  |  |  |  |  |  |  |  |  |  |
| | 23. Anna Karlsdotter Vinstorpaätten                                    |  |  |  |  |  |  |  |  |  |  |  |  |  |  |  |
| |                                                                        |  |  |  |  |  |  |  |  |  |  |  |  |  |  |  |
| |                                                                        |  |  |  |  |  |  |  |  |  |  |  |  |  |  |  |
| | 1. Rey Segismundo III Vasa de Polonia y Suecia, Gran Duque de Lituania |  |  |  |  |  |  |  |  |  |  |  |  |  |  |  |
| |                                                                        |  |  |  |  |  |  |  |  |  |  |  |  |  |  |  |
| |                                                                        |  |  |  |  |  |  |  |  |  |  |  |  |  |  |  |
| | 24. Rey Vladislao II de Polonia y Gran Duque de Lituania               |  |  |  |  |  |  |  |  |  |  |  |  |  |  |  |
| |                                                                        |  |  |  |  |  |  |  |  |  |  |  |  |  |  |  |
| |                                                                        |  |  |  |  |  |  |  |  |  |  |  |  |  |  |  |
| | 12. Rey Casimiro IV Jagellón de Polonia y Gran Duque de Lituania       |  |  |  |  |  |  |  |  |  |  |  |  |  |  |  |
| |                                                                        |  |  |  |  |  |  |  |  |  |  |  |  |  |  |  |
| |                                                                        |  |  |  |  |  |  |  |  |  |  |  |  |  |  |  |
| | 25. Sofía de Halshany                                                  |  |  |  |  |  |  |  |  |  |  |  |  |  |  |  |
| |                                                                        |  |  |  |  |  |  |  |  |  |  |  |  |  |  |  |
| |                                                                        |  |  |  |  |  |  |  |  |  |  |  |  |  |  |  |
| | 6. Rey Segismundo I de Polonia y Gran Duque de Lituania, el viejo      |  |  |  |  |  |  |  |  |  |  |  |  |  |  |  |
| |                                                                        |  |  |  |  |  |  |  |  |  |  |  |  |  |  |  |
| |                                                                        |  |  |  |  |  |  |  |  |  |  |  |  |  |  |  |
| | 26. Rey Alberto II de Romanos                                          |  |  |  |  |  |  |  |  |  |  |  |  |  |  |  |
| |                                                                        |  |  |  |  |  |  |  |  |  |  |  |  |  |  |  |
| |                                                                        |  |  |  |  |  |  |  |  |  |  |  |  |  |  |  |
| | 13. Princesa Isabel de Habsburgo de Hungría                            |  |  |  |  |  |  |  |  |  |  |  |  |  |  |  |
| |                                                                        |  |  |  |  |  |  |  |  |  |  |  |  |  |  |  |
| |                                                                        |  |  |  |  |  |  |  |  |  |  |  |  |  |  |  |
| | 27. Isabel de Luxemburgo                                               |  |  |  |  |  |  |  |  |  |  |  |  |  |  |  |
| |                                                                        |  |  |  |  |  |  |  |  |  |  |  |  |  |  |  |
| |                                                                        |  |  |  |  |  |  |  |  |  |  |  |  |  |  |  |
| | 3. Princesa Catalina Jagellón de Polonia                               |  |  |  |  |  |  |  |  |  |  |  |  |  |  |  |
| |                                                                        |  |  |  |  |  |  |  |  |  |  |  |  |  |  |  |
| |                                                                        |  |  |  |  |  |  |  |  |  |  |  |  |  |  |  |
| | 28. Galeazzo María Sforza, Duque de Milan                              |  |  |  |  |  |  |  |  |  |  |  |  |  |  |  |
| |                                                                        |  |  |  |  |  |  |  |  |  |  |  |  |  |  |  |
| |                                                                        |  |  |  |  |  |  |  |  |  |  |  |  |  |  |  |
| | 14. Duque Gian II Galeazzo Sforza de Milán                             |  |  |  |  |  |  |  |  |  |  |  |  |  |  |  |
| |                                                                        |  |  |  |  |  |  |  |  |  |  |  |  |  |  |  |
| |                                                                        |  |  |  |  |  |  |  |  |  |  |  |  |  |  |  |
| | 29. Bona de Saboya                                                     |  |  |  |  |  |  |  |  |  |  |  |  |  |  |  |
| |                                                                        |  |  |  |  |  |  |  |  |  |  |  |  |  |  |  |
| |                                                                        |  |  |  |  |  |  |  |  |  |  |  |  |  |  |  |
| | 7. Princesa Bona Sforza de Milán                                       |  |  |  |  |  |  |  |  |  |  |  |  |  |  |  |
| |                                                                        |  |  |  |  |  |  |  |  |  |  |  |  |  |  |  |
| |                                                                        |  |  |  |  |  |  |  |  |  |  |  |  |  |  |  |
| | 30. Rey Alfonso II de Nápoles, el Guercho                              |  |  |  |  |  |  |  |  |  |  |  |  |  |  |  |
| |                                                                        |  |  |  |  |  |  |  |  |  |  |  |  |  |  |  |
| |                                                                        |  |  |  |  |  |  |  |  |  |  |  |  |  |  |  |
| | 15. Princesa Isabel de Nápoles                                         |  |  |  |  |  |  |  |  |  |  |  |  |  |  |  |
| |                                                                        |  |  |  |  |  |  |  |  |  |  |  |  |  |  |  |
| |                                                                        |  |  |  |  |  |  |  |  |  |  |  |  |  |  |  |
| | 31. Hipólita María Sforza                                              |  |  |  |  |  |  |  |  |  |  |  |  |  |  |  |
| |                                                                        |  |  |  |  |  |  |  |  |  |  |  |  |  |  |  |
| |                                                                        |  |  |  |  |  |  |  |  |  |  |  |  |  |  |  |